# Oppressor
Oppressor (v překladu Utlačovatel) byla americká death metalová kapela, která se zformovala v roce 1991 v Chicagu. Mezi zakládajícími členy byli Tim King (vokály, baskytara) a Adam Zadel (kytara). Toto duo bylo záhy doplněno kytaristou Jimem Stopperem a bubeníkem Tomem Schofieldem.
Debutní studiové album s názvem Solstice of Oppression vyšlo v roce 1994, předcházelo mu vydání dvou demonahrávek World Abomination (1991) a As Blood Flows (1993).
Kapela zanikla v roce 1999, celkem vydala tři dlouhohrající desky. Zadel, King a Schofield založili poté společně s Shaunem Glassem z Broken Hope kapelu Soil.
Názvem Oppressor se honosily i dvě kapely z Evropy (z Německa a Polska), které však vydaly pouze demonahrávky.

## Diskografie

### Dema
- World Abomination (1991)
- As Blood Flows (1993)[3]

### Studiová alba
- Solstice of Oppression (1994)
- Agony (1996)[4][3]
- Elements of Corrosion (1998)

### EP
- Oppressor (1996)

### Kompilace
- European Oppression Live / As Blood Flows (1995)
- The Solstice of Agony and Corrosion (2009)